# وازگن مورادیان
وازگن مورادیان (ارمنی: Վազգեն Մուրադյան ‏ ۱۷ اکتبر ۱۹۲۱ – ۱۸ فوریهٔ ۲۰۱۸) آهنگساز ارمنی-آمریکایی نئوکلاسیسیست بود که به خاطر نوشتن کنسرتو برای بسیاری از سازهای ارکستری شناخته شده است. از جمله سازهایی که او برای آن‌ها آثار برجسته‌ای ساخته است، می‌توان به کلارینت، توبا، فاگوت ("The Big Bassoon") و ویولا د آمور اشاره کرد.

## زندگی‌نامه
مورادیان در آشتاراک، روستایی در ارمنستان تحت تسط اولین جمهوری ارمنستان به دنیا آمد. او در طول جنگ جهانی دوم برای خدمت در ارتش سرخ اعزام شد و در جبهه شرقی جنگ در برابر آلمان نازی جنگید. پس از فروپاشی نظامی شوروی در برابر ارتش مهاجم آلمان در ۱۹۴۱، او به عنوان پناهنده و فراری نسبت به هر دو هر دو طرف درگیر در جنگ، نازی‌ها و شوروی، به لهستان مهاجرت کرده و به فعالیت پرداخت و با ارکستر سمفونیک استانیسلاو، اپرای لووف و در صحنه وودویل در ورشو همکاری کرد. در طی این دوره به برلین، وین و در نهایت به ونیز سفر کرد، جایی که برای تحصیل مستقر شد. در ونیز، در کنسرواتوریو دی موزیکا بنه دتو مارچلو دی ونیزیا ثبت نام کرد و زیر نظر گابریله بیانکی، آهنگساز ایتالیایی، آهنگسازی، ویولن با لوئیجی فرو و ویولا د آمور با رنزو ساباتینی به تحصیل پرداخت.
در سال ۱۹۴۸، مورادیان از کنسرواتور ونیزیا با مدرک استادی موسیقی فارغ‌التحصیل شد. او همچنان پس از این در ونیز به تدریس در کالج ارمنی مورات رافائل پرداخت. در سال ۱۹۵۰، او ایتالیا را به مقصد ایالات متحده آمریکا ترک کرد، جایی که تا زمان مرگش در سال ۲۰۱۸ اقامت داشت و تقریباً تمام آثار موسیقی بزرگ خود را در آنجا نوشت. او سپس به عنوان نوازنده ویولن در چندین گروه موسیقی از جمله ارکستر سمفونیک نیواورلئانز کار کرده و به فعالیت پرداخت. پس از این، مورادیان از عضویت در ارکستر نیواورلئانز کناره‌گیری کرد تا تماماً به آهنگسازی بپردازد و خود را وقف آن کند. بسیاری از آثار او توسط ارکستر فیلارمونیک ارمنستان، ارکستر مجلسی شیکاگو، انجمن کوچک ارکستر نیویورک، انجمن اپرای وریسیسمو نیوجرسی، و انجمن ویولا د آمور آمریکا اجرا شده است.
مورادیان به خاطر آهنگسازی برای تمامی سازهای موجود در ارکستر کلاسیک و همچنین سازهای خارج از آن شناخته شده است. در زمان هفتاد سالگی‌اش در سال ۱۹۹۱، او ۶۲ کنسرتو برای ۳۵ ساز مختلف ساخته بود. کتاب The Guide to the Tuba repertoire، منتشر شده توسط انتشارات دانشگاه ایندیانا و ویرایش شده توسط آر. وینستون موریس، در یکی از جستارهایش به کنسرتو "کنسرتو برای توبا و ارکستر، اپوس ۸۵" اثر مورادیان را این‌گونه بیان می‌کند که "یک اثر نئورمانتیک ملودیک که نوازنده را در تمام دامنه خود به صورت عمدتاً دیا تونیک می‌برد. موسیقی آن حاوی اشتیاقی است که یادآور زادگاه آهنگساز است".
وازگن مورادیان تا زمان مرگش در هجدهم فوریه ۲۰۱۸ در شهر نیویورک اقامت داشت. او پیش از همسرش آرپی درگذشت. آن‌ها دو پسر به نام‌های آرمن موریان و وارگس «واگو» مورادیان (که در حال حاضر یک متخصص، نویسنده و پادکستر در حوزه امنیت پروازی است) و دو نوه داشتند. برادرش شاعر ارمنی گئورگ امین بود.